# Liste der Kulturdenkmale in Betzdorf (Luxemburg)
In der Liste der Kulturdenkmale in Betzdorf sind alle Kulturdenkmale der luxemburgischen Gemeinde Betzdorf aufgeführt (Stand: 12. Dezember 2022).

## Kulturdenkmal nach Ortsteil

### Berg
| Bild           | Bezeichnung                  | Lage                      | Beschreibung | Stufe | Eingetragen seit  |
| -------------- | ---------------------------- | ------------------------- | ------------ | ----- | ----------------- |
| Weitere Bilder | Schlosshof mit Nebengebäuden | 11 rue du Château (Karte) |              | PCN   | 14. November 2003 |

### Betzdorf
| Bild      | Bezeichnung | Lage                        | Beschreibung | Stufe | Eingetragen seit  |
| --------- | ----------- | --------------------------- | ------------ | ----- | ----------------- |
| Bauernhof | Bauernhof   | 2, rue de la Grotte (Karte) |              | PCN   | 10. Februar 2017  |
|           | Waschhaus   | Gaesselchen (Karte)         |              | PCN   | 11. Februar 2022  |
| Pfarrhaus | Pfarrhaus   | rue de l’Église (Karte)     |              | IS    | 16. November 1978 |
| Bauernhof | Bauernhof   | 2, rue d’Olingen (Karte)    |              | IS    | 5. April 2012     |

### Mensdorf
| Bild                                 | Bezeichnung                          | Lage                        | Beschreibung | Stufe | Eingetragen seit  |
| ------------------------------------ | ------------------------------------ | --------------------------- | --- | ----- | ----------------- |
| Gebäude „Al Schmëtt“ (Alte Schmiede) | Gebäude „Al Schmëtt“ (Alte Schmiede) | 7, rue de l’Ecole (Karte)   | | PCN   | 4. Februar 2005   |
| Gebäude                              | Gebäude                              | 8, rue de l’Ecole (Karte)   | | PCN   | 4. Februar 2005   |
| Gebäude                              | Gebäude                              | 10, rue de l’Ecole (Karte)  | | PCN   | 4. Februar 2005   |
| Gebäude                              | Gebäude                              | 2, rue de la Grotte (Karte) | | PCN   | 28. Juli 2006     |
| Gelände                              | Gelände                              | Krékelsbierg (Karte)        | Kataster Betzdorf, Sektion E von Mensdorf, Nr. 981/849,982/2068, 985/4093, 987/4094, 988/4095, 989/4096, 990/4097, 992/4099, 992/4098, 992/4100, 992/4101, 992/4102,992/4103, 992/4104, 992/4105, 992/4106, 992/4107, 992/4108, 992/4109, 993/4110, 933/4111, 994/4112, 995/4113,996/4114, 997/4115, 998/4116, 998/4117, 999/4118, 999/4119, 1000/4120, 1001/4121, 1002/4122, 1003/4123,1004/4499, 1005/3952, 1010/4303, 1007, 1008/3617, 1008/3618, 1012/1852, 1012/1853, 1012/1854, 1012/1855,1012/3955, 1012/4304, 1012/3958, 1015/4124, 1015/4125, 1016/4127, 1016/4128, 1016/4129, 1017/4130, 1017/4131,1018/4132, 1018/4133, 1019/4134, 1020/4135, 1021/4136, 1022/4137, 1023/438, 1023/439, 1023/440, 1024/4138,1025/4139, 1026/4140, 1027, 1028, 1029, 1030, 1031, 1032, 1034/4062, 1035/1974, 1036, 1036/1464, 1036/1465,1036/1466, 1036/1467, 1037/1277, 1037/1696, 1037/2447, 1038/4161, 1038/4142, 1046/2002, 1046/2003, 1060/3959, 1060/3960, 1060/4063, 1060/4064, 1063/875, 1063/876, 960/3951, 978, 979, 980/663, 980/664, 967/1695, 967/1694, 966/2, 966, 965/2, 965/3640 und 965/3679 | IS    | 9. November 1971  |
| Kastanienallee                       | Kastanienallee                       | CR134 (Karte)               | | IS    | 7. Mai 1980       |
| Gebäude                              | Gebäude                              | 14, rue Principale (Karte)  | | IS    | 21. November 2000 |
| alte Mühle                           | alte Mühle                           | 15, rue du Moulin (Karte)   | | IS    | 28. April 2010    |
| ehemaliger Bauernhof                 | ehemaliger Bauernhof                 | 6, rue Haupeschhaff (Karte) | | IS    | 9. August 2012    |

### Olingen
| Bild                | Bezeichnung         | Lage                       | Beschreibung | Stufe | Eingetragen seit |
| ------------------- | ------------------- | -------------------------- | ------------ | ----- | ---------------- |
| Haus mit Wegkapelle | Haus mit Wegkapelle | 2, rue de l’Église (Karte) |              | IS    | 9. August 2012   |
|                     | Gebäude             | 5, rue de Betzdorf (Karte) |              | IS    | 31. Mai 2018     |

### Roodt-sur-Syre
| Bild                                                                               | Bezeichnung                                                                              | Lage                            | Beschreibung | Stufe | Eingetragen seit |
| ---------------------------------------------------------------------------------- | ---------------------------------------------------------------------------------------- | ------------------------------- | ------------ | ----- | ---------------- |
| Weitere Bilder                                                                     | Passagiergebäude, Häuschen mit Sanitäranlagen und Lampenraum des Bahnhofs Roodt-sur-Syre | rue de la Gare (Karte)          |              | PCN   | 19. Oktober 2022 |
| Gebäude                                                                            | Gebäude                                                                                  | 18, route de Luxembourg (Karte) |              | IS    | 31. Mai 2000     |
| Haus mit Platz                                                                     | Haus mit Platz                                                                           | 1, rue du Moulin (Karte)        |              | IS    | 5. November 2002 |
| Haus mit Platz                                                                     | Haus mit Platz                                                                           | 3, rue du Moulin (Karte)        |              | IS    | 5. November 2002 |
| Alte Kirche mit Umfeld, Kapelle, ehemalige Schule und Bauernhof „Iewescht Bowéngs“ | Alte Kirche mit Umfeld, Kapelle, ehemalige Schule und Bauernhof „Iewescht Bowéngs“       | rue d’Olingen (Karte)           |              | IS    | 11. April 2018   |

Legende: PCN – Immeubles et objets bénéficiant des effets de classement comme patrimoine culturel national; IS – Immeubles et objets inscrits à l’inventaire supplémentaire

## Quelle
- Liste des immeubles et objets beneficiant d’une protection nationales, Nationales Institut für das gebaute Erbe, Fassung vom 27. Oktober 2022, S. 9 ff. (PDF)

- Karte mit allen Koordinaten:
- OSM |
- WikiMap